# St. Bartholomäus (Drübeck)

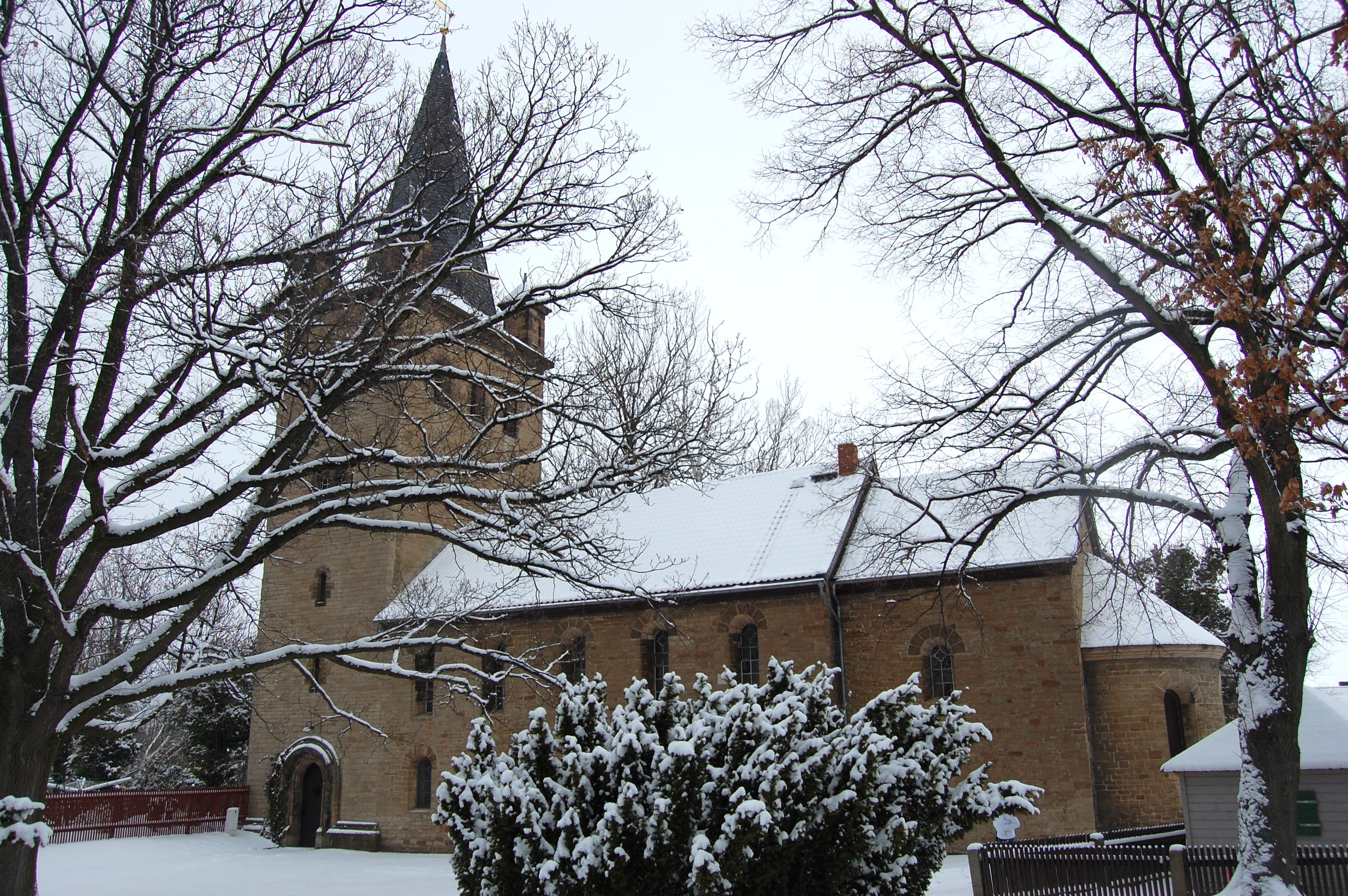
Sankt-Bartholomäus-Kirche

Die Sankt-Bartholomäus-Kirche ist die evangelische Kirche des zur Stadt Ilsenburg gehörenden Dorfes Drübeck in Sachsen-Anhalt.

## Architektur
Die heutige Kirche entstand in den Jahren 1880/90 an der Stelle eines aus dem Mittelalter stammenden Vorgängerbaus. Die mit regelmäßigen Quadern errichtete Saalkirche ist unverputzt. Westlich des Schiffs steht ein querrechteckiger Kirchturm, der von einem spitzen achteckigen Helm bekrönt und durch kleine Ecktürmchen verziert wird. An der Ostseite des Schiffs befindet sich ein Chor auf quadratischem Grundriss sowie eine halbrunde Apsis.
Das Kirchenschiff verfügt über eine tonnengewölbte Decke, während der Chor von einer flachen Decke überspannt wird. Allerdings scheint ursprünglich auch im Kirchenschiff eine flache Holzdecke bestanden zu haben. Reste der Befestigung einer solchen Decke sind noch zu erkennen. Die Ausstattungselemente stammen größtenteils aus der Bauzeit der Kirche vom Ende des 19. Jahrhunderts. Die Glocke entstammt noch dem Vorgängerbau und wurde 1667 von Heiso Meyer gegossen.